# Serguéi Prokudin-Gorski
Serguéi Mijáilovich Prokudin-Gorski (en ruso: Сергей Михайлович Прокудин-Горский; 18 de agostojul./ 30 de agosto de 1863greg. - 27 de septiembre de 1944) fue un químico y fotógrafo ruso, discípulo de Dmitri Mendeléyev, que dedicó su carrera al avance de la fotografía y el cine. Nació en Fúnikova Gorá, en la gobernación de Vladímir en 1863. Estudió con renombrados científicos en San Petersburgo, Berlín y París, donde desarrolló las técnicas necesarias para las primeras fotografías en color. En 1900, la Sociedad Técnica Rusa presentó sus fotografías en blanco y negro en la Exposición Universal de París.
De sus resultados surgieron las primeras patentes de películas positivas en colores y de proyección de películas con movimiento. Hacia 1905, Prokudin-Gorski concibió el gran proyecto de documentar, con fotografías a color, la enorme diversidad de historia, cultura y avances del Imperio ruso, para ser utilizado en las escuelas del imperio. Su proceso utilizaba una cámara que tomaba una serie de fotos monocromáticas en secuencia muy rápida, cada una a través de un filtro de color diferente. Al proyectar las tres fotos monocromáticas con luz del color adecuado era posible reconstruir la escena con los colores originales. Sin embargo, no disponía de mecanismo para realizar impresiones de las fotos así obtenidas.
En 1918, Prokudin-Gorski abandonó Rusia. Después de conocer el asesinato del zar y de su familia, se estableció en París, donde falleció en 1944.
La Biblioteca del Congreso de los Estados Unidos compró las imágenes a sus herederos en 1948 y en 2001 organizó la exhibición El Imperio que fue Rusia. Para esa ocasión se realizó el copiado digital de sus imágenes a partir de los tres originales monocromáticos de cada foto.

## Su documental sobre el Imperio ruso
Alrededor de 1905, Prokudin-Gorski empezó a esbozar un plan destinado a utilizar los avances tecnológicos más vanguardistas para fotografiar en color todo el Imperio ruso de principios del siglo XX. El objetivo de este ambicioso proyecto era educar a los estudiantes rusos enseñándoles en proyecciones de color la vasta y diversa historia y cultura de Rusia, además de la creciente modernización del imperio.
Para su proyecto, el zar Nicolás II puso a disposición de Prokudin-Gorski un vagón de tren equipado con una cámara oscura y los insumos necesarios. Igualmente, obtuvo todos los permisos para visitar áreas de acceso restringido y contar con el apoyo de la burocracia del imperio. Así equipado, Prokudin-Gorski recorrió el imperio entre 1909 y 1915, documentándolo con imágenes y dando a conocer la magnitud del imperio a sus habitantes. Lo extraordinario de su obra fotográfica reside en que su colección ofrece un retrato único y a color de la Rusia de principios del siglo XX, donde, en un vasto territorio, convivían diversas etnias, culturas, religiones y podían apreciarse las diferencias entre las zonas urbanas, en pleno proceso de industrialización, y las zonas rurales, cuyo modo de vida era completamente arcaico, propio de varios siglos atrás. De esta forma, Prokudin-Gorski retrató en sus fotografías iglesias y monasterios medievales de la antigua Rusia, ferrocarriles y fábricas propias de una potencia industrial emergente, pero también la vida cotidiana, el trabajo, los hogares o las vestimentas de la población.
Se estima que el inventario personal de Prokudin-Gorski antes de abandonar Rusia contaba con unos 3500 negativos. A su salida del país, aproximadamente la mitad de las fotografías fueron confiscadas por las nuevas autoridades rusas, por contener material estratégico (ubicaciones) sensible que podía comprometer la integridad del país en tiempos de guerra. Sin embargo, de acuerdo con las notas del propio Prokudin-Gorski, las fotografías confiscadas «carecían de interés para el público general». Otros negativos fueron regalados u ocultados. Cuando Prokudin-Gorski supo de la ejecución del zar y su familia durante la Revolución rusa, el nuevo gobierno soviético ya se había establecido más allá del antiguo Imperio ruso. Entonces, los álbumes y las frágiles placas de vidrio que contenían los negativos se registraron y fueron almacenados en el sótano de un edificio de apartamentos de París, debido a que la familia de Gorski estaba preocupada de que pudieran dañarse. En 1948, la Biblioteca del Congreso de los Estados Unidos compró a sus familiares la colección por entre 3500 y 5000 dólares de la época, a petición de un investigador que estaba indagando sobre su paradero. Fuera de la colección, que consta de 1902 negativos y 710 copias de negativos, no se han vuelto a encontrar más fotografías.

## Galería

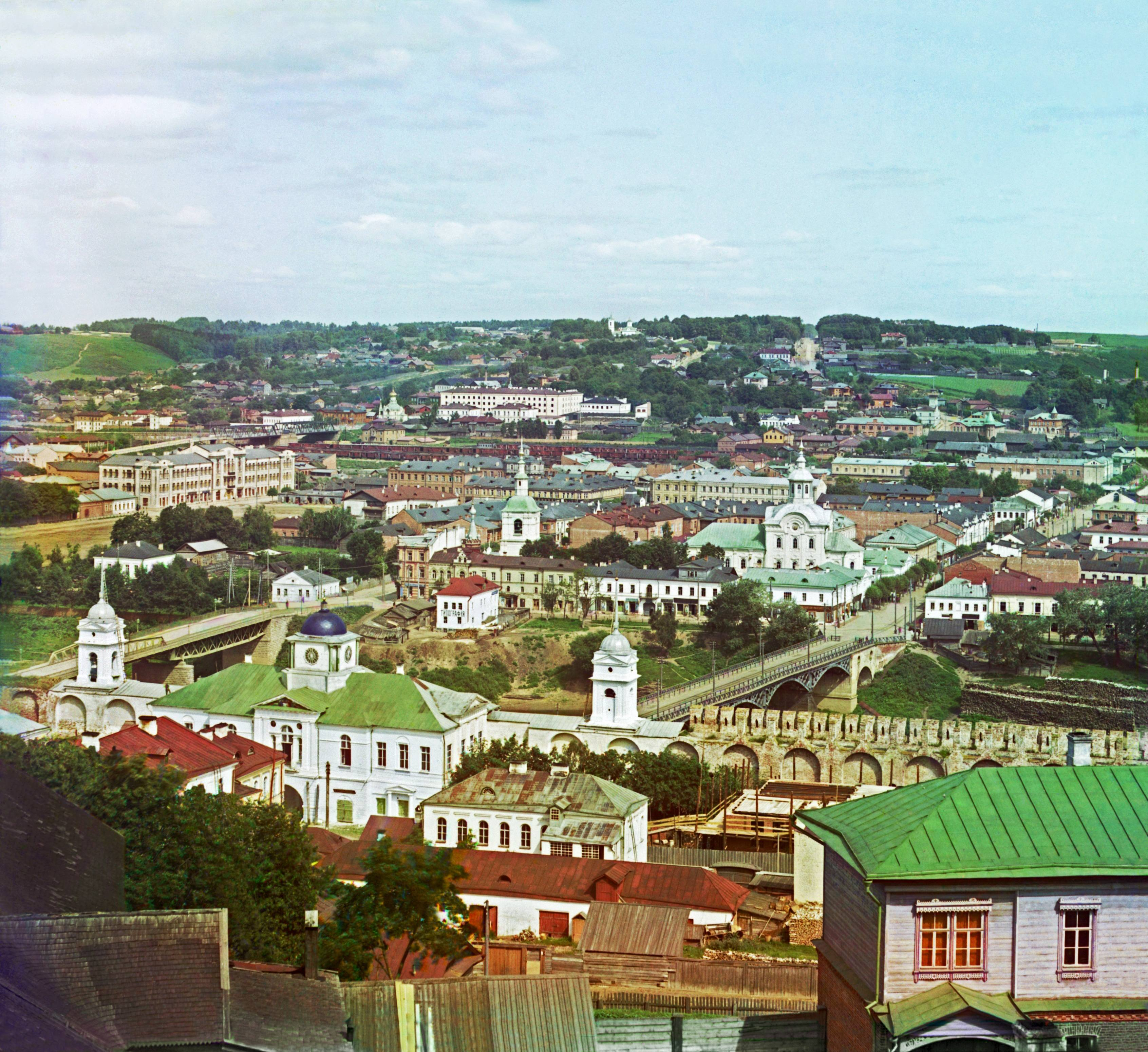
Fotografía de entre 1911-1912 de la ciudad de Smolensk, en la Rusia europea.
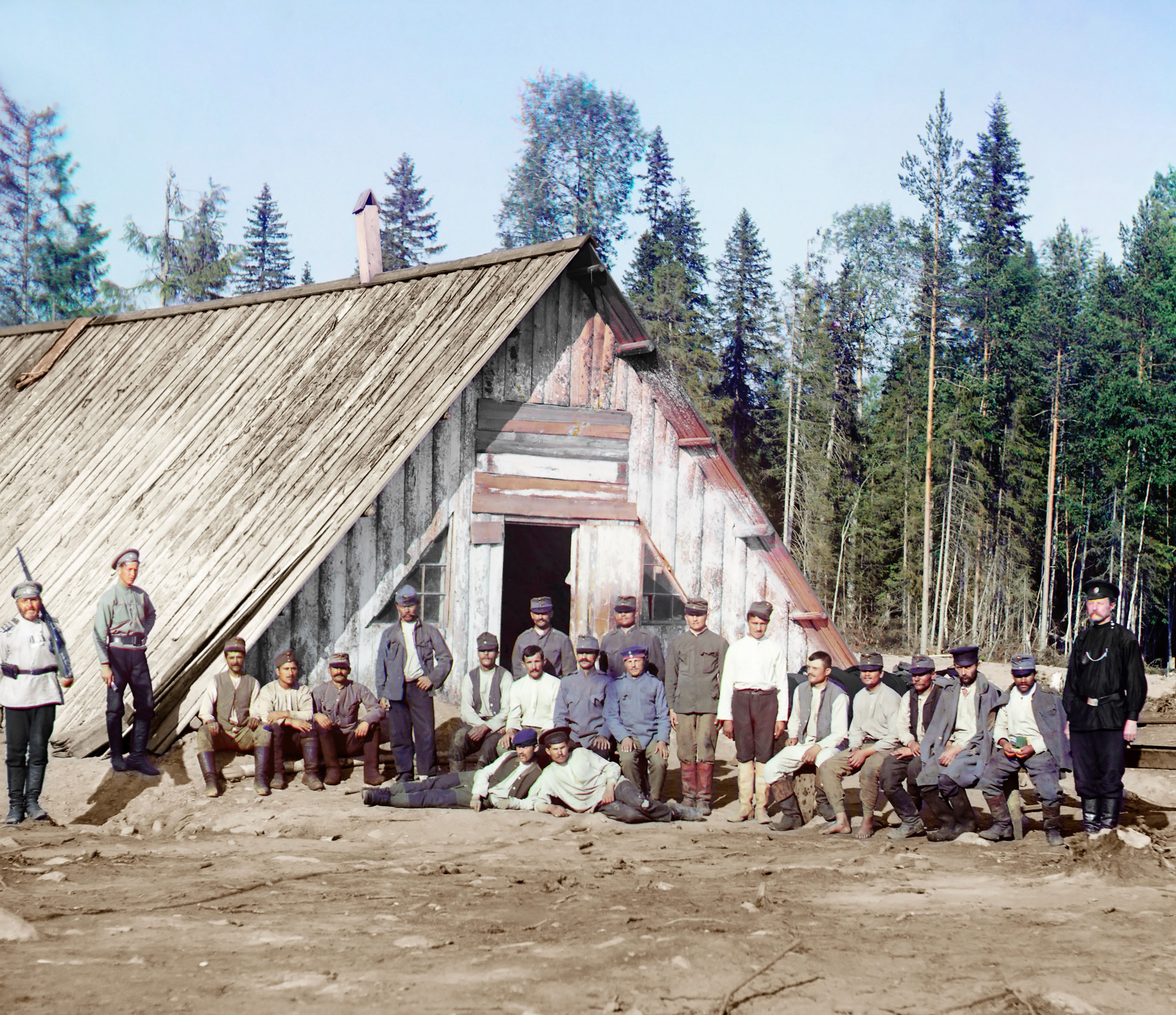
Prisioneros austriacos internados en Rusia durante la Primera Guerra Mundial, 1915.
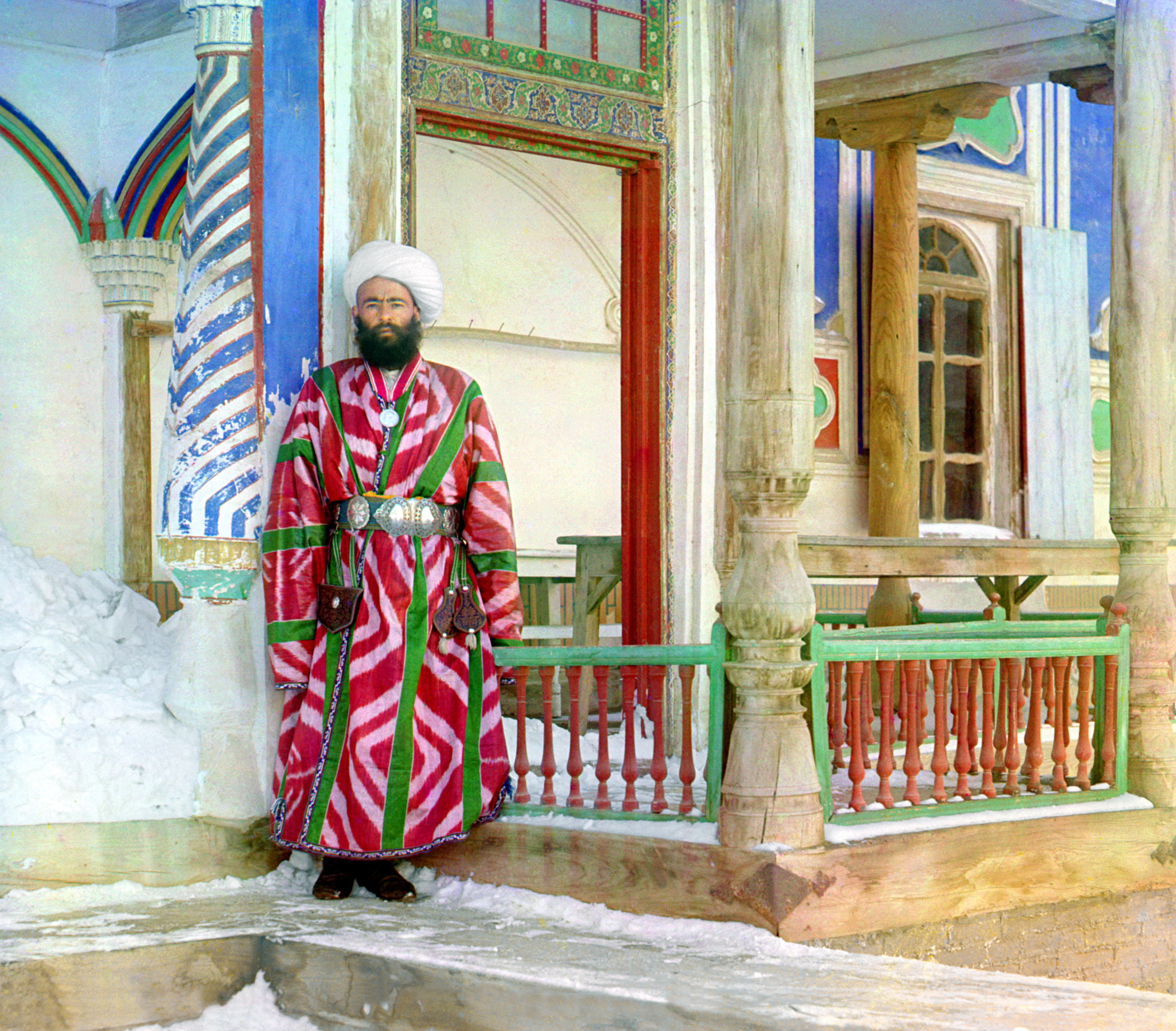
Burócrata de la ciudad de Bujará, en el Asia Central rusa de entonces, actual Uzbekistán (1905-1915).
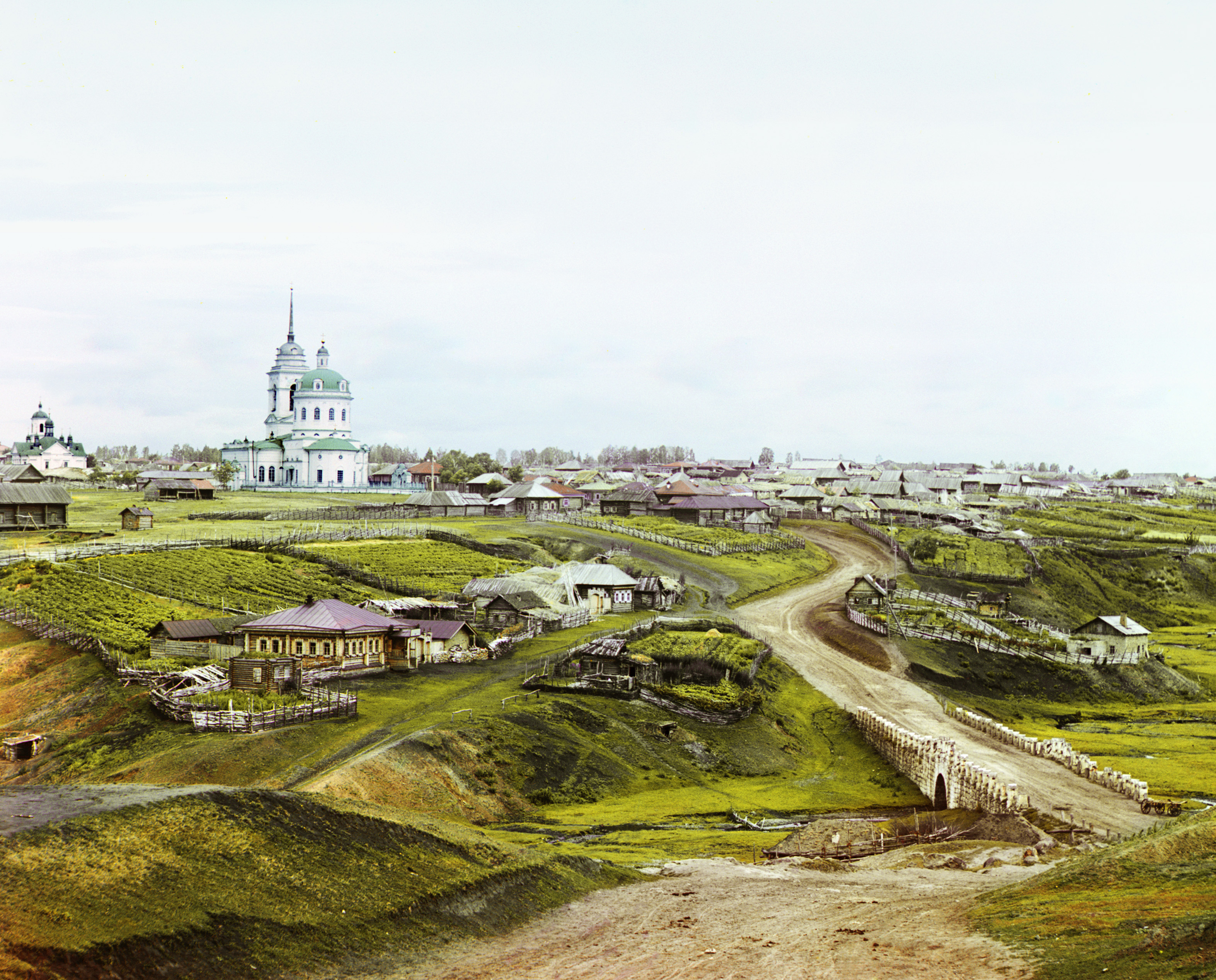
Fotografía de 1912 de la aldea de Kolchedán, en los montes Urales.
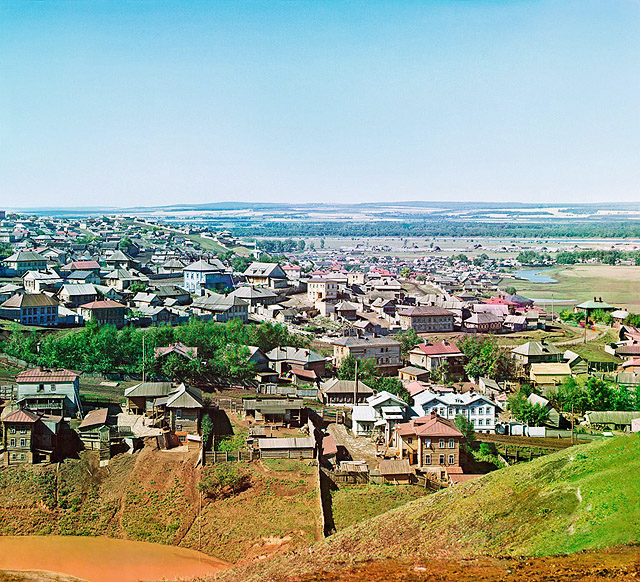
La ciudad de Ufá en 1910, situada entre los Urales y el Volga.
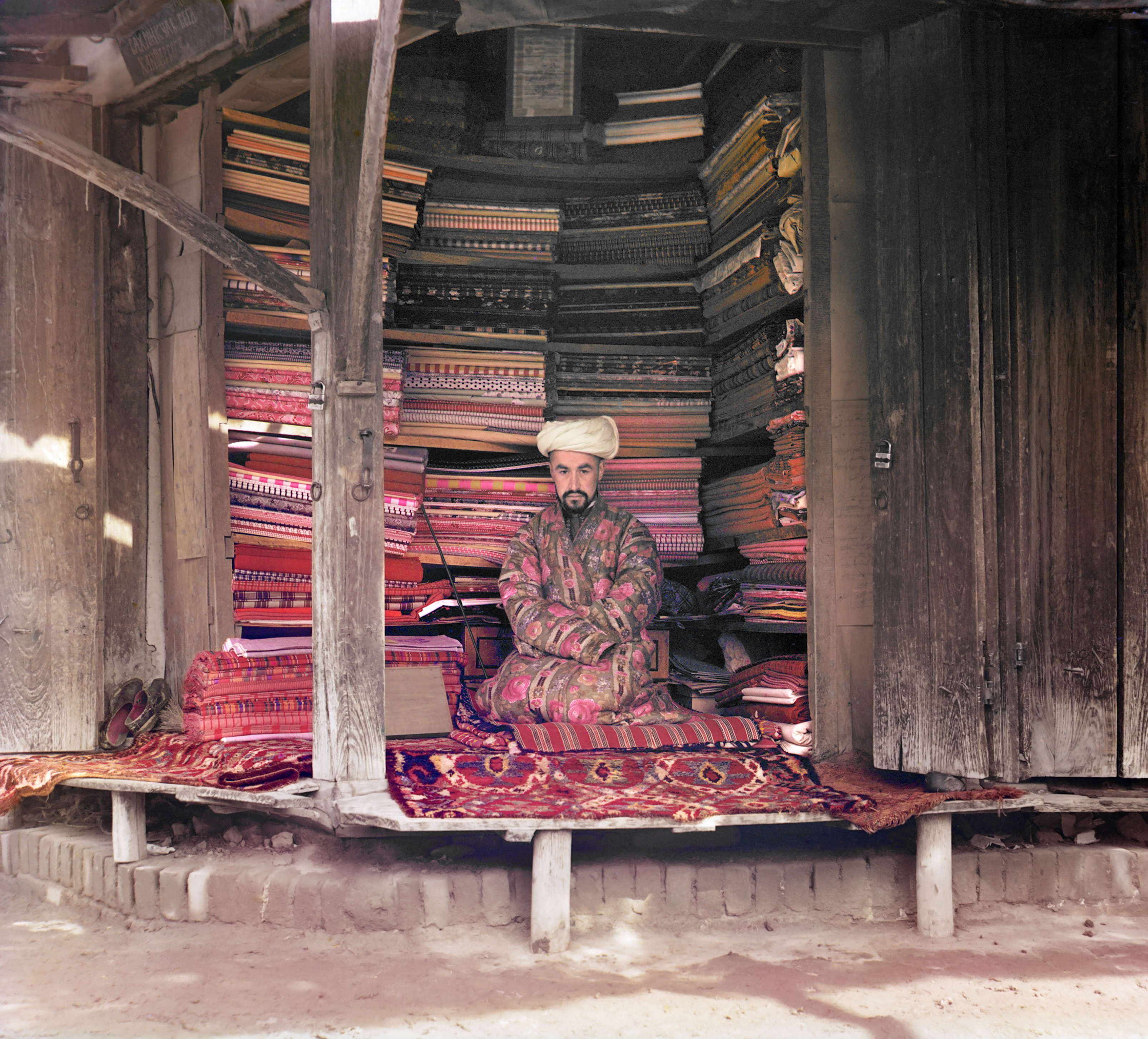
Comerciante de Samarcanda, en el Asia rusa, exhibiendo mercancías (1905-1915).
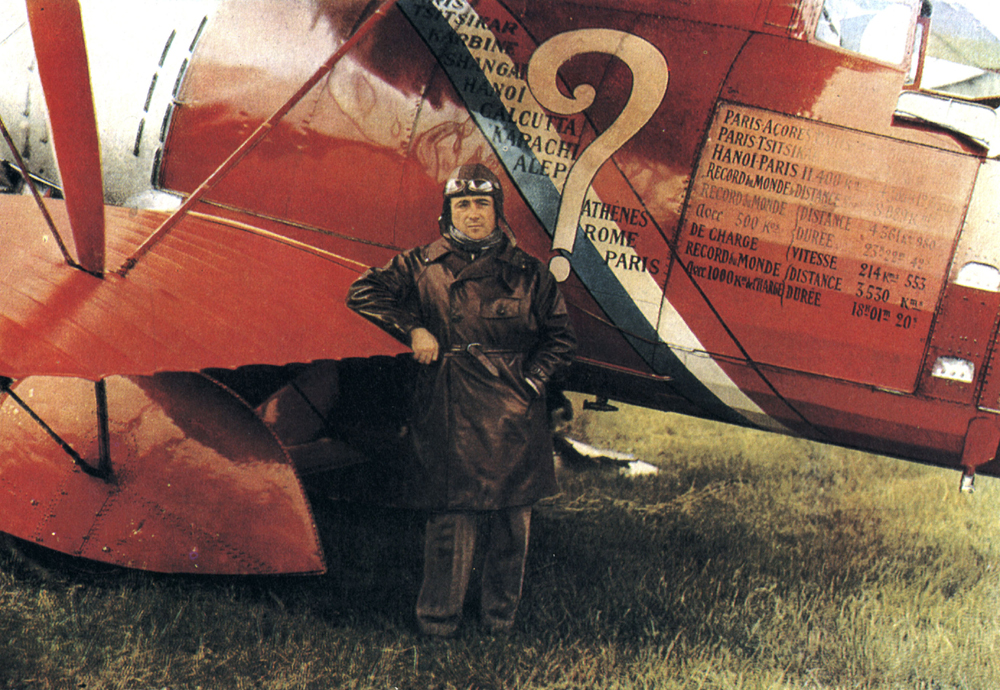
El piloto francés Dieudonné Costes (1930). (Gorsky Frères)
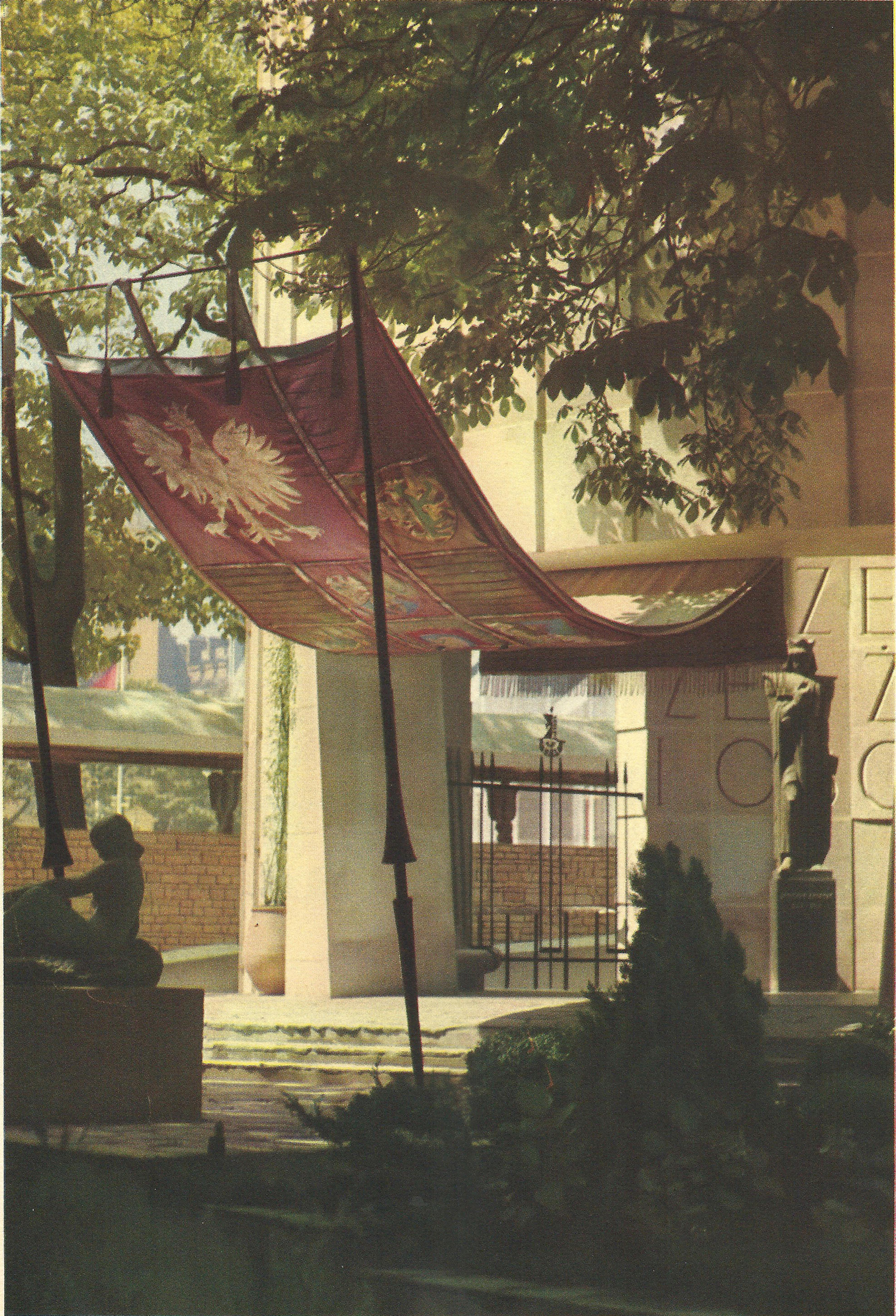
Pabellón polaco durante la Exposición Universal de París de 1937. (Gorsky Frères)